# Улица Лаврецови
Улица Лаврецови (эст. Lavretsovi tänav) — короткая, менее 300 метров, улица в исторической части Нарвы, проходит как продолжение улицы Рюйтли от улицы Вестервалли до улицы Пушкина.
Улица имеет туристический характер — на ней расположены гостиницы «Централ» и «Кинг», бар «Гулливер» и рестораны «Кинг», «Гулливер» и «Закарпатье».

## История
Улица неоднократно в своей истории меняла названия — Десятая (до 1905), Эстонская (с 1905), Валге (Белая; 1927—1941), Ныукогуде (в переводе с эстонского — Советская, 1944—1994).
Современное название дано улице постановлением городского совета 11 мая 1994 года в честь русского предпринимателя, общественного деятеля и мецената, почётного гражданина города Нарвы Сергея Антоновича Лаврецова (1825—1906). В 1913 году на свои средства Сергей Лаврецов организовал в Нарве художественный музей (Музей имени супругов Лаврецовых). Музей работал с 1913 по 1943 год. В начале XX века его коллекция считалась лучшей среди провинциальных музеев Прибалтики. На содержание музея С. Лаврецов выделил капитал в 25 000 рублей и специально оговорил входную плату («не более пятнадцати копеек с каждого посетителя»).
Застройка улицы серьёзно пострадала во время Великой Отечественной войны. Одно из немногих сохранившихся исторических зданий — д. 5, XIX века, построенный на фундаменте XVII века.

## Достопримечательности

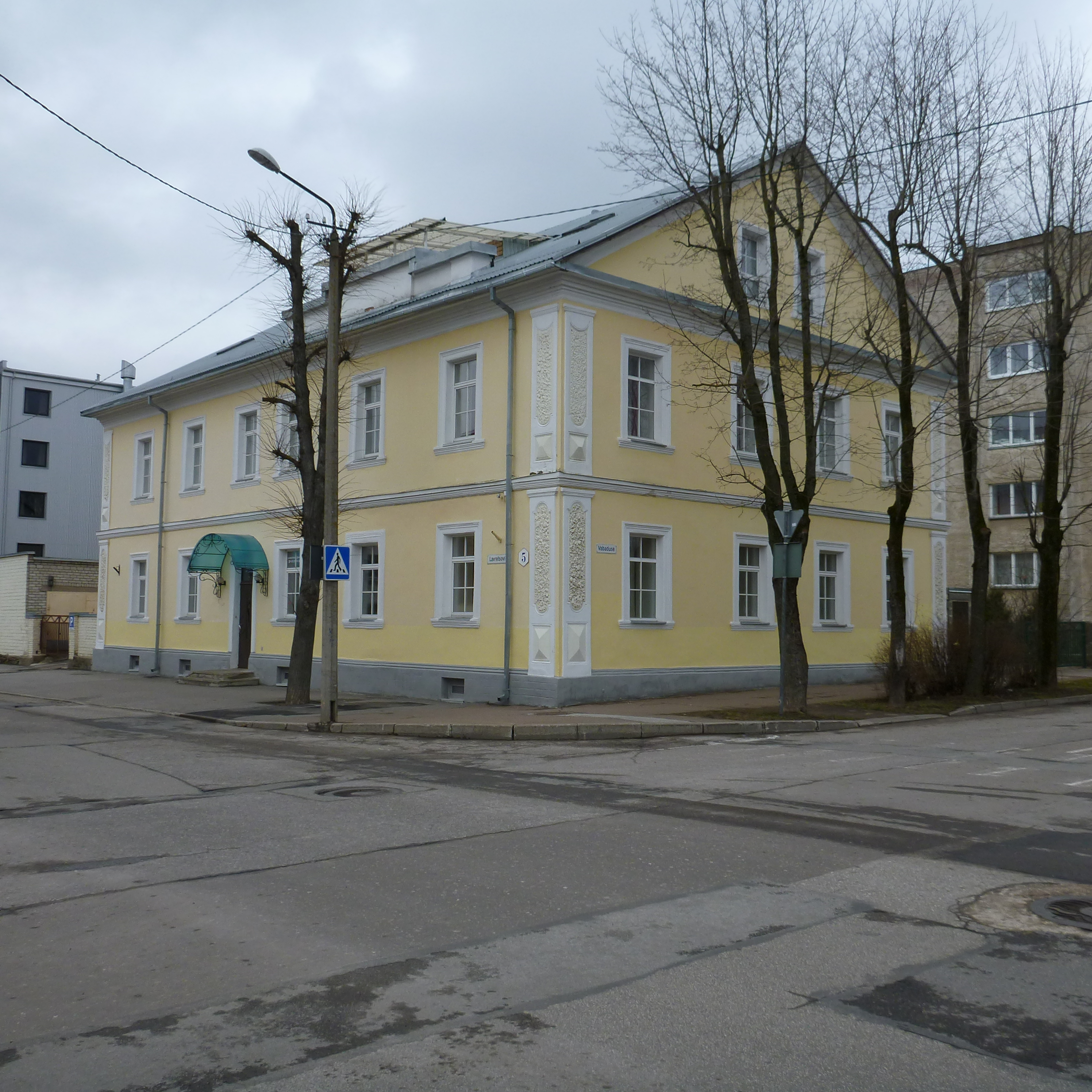
д. 5. Гостиница «Central»